# 文禮閣
文禮閣（英語：Man Lai Court），是位於香港新界沙田區大圍的私人屋苑，位處港鐵東鐵綫南面和城門河東面，由九廣鐵路公司及長江實業聯合發展。整個屋苑共有4座共分兩期發展，於1988年批出發展權，第一期於1990年完成第1至3座；而由於原九鐵宿舍至1990年時仍未能全部遷離，第二期的第4座延遲兩年至1993年落成。文禮閣興建前原址為九廣鐵路大圍職員宿舍，而原有的九廣鐵路職員宿舍則遷往大埔滘，名為策誠軒，同為九廣鐵路公司及長江實業發展，和該屋苑均由興業建築師有限公司負責設計。

## 簡介
文禮閣共有4座鑽石井型住宅樓宇，每座有20層，每層有8個單位，單位有736平方呎和750平方呎兩款，實用率高達八成五。平台設游泳池及兒童遊樂場。
值得一提的是，第3座曾於1990年2月，由土地發展公司（現市區重建局）以折扣價購入，用作安置受重建項目影響的居民。然而，最後僅有一名重建戶選購單位，而其餘單位則於1991年分別回售長實與九鐵，輾轉易手後才拆售。
屋苑內有一教會基督教宣道會證恩堂，設於第4座地下1-5號舖。該舖原由九鐵持有，於2006年售出。

## 物業管理
文禮閣初期由九鐵屬下「文禮閣物業管理有限公司」外判予長江實業旗下的高衞物業管理負責保安及物業管理工作，2003-15年間曾由新昌管理服務直接取代，再於2015年起由佳定物業管理取代。

## 臭味問題
以往每當大雨之後，文禮閣對開一段城門河，也會堆積著經由雨水渠沖入河中的路邊垃圾。這些垃圾堆積在河裏數日後，便會傳出陣陣臭味。近年已大為改善。

## 鄰近建築和設施
- 柏傲莊
- 車公廟
- 慈航淨苑
- 明愛樂進學校
- 方濟各會女修院
- 聖母無玷聖心幼稚園
- 聖歐爾發堂
- 沙田官立中學
- 擬建聖方濟各大學沙田校園
- 沙田神召會
- 沙田（大圍）診所
- 香港文化博物館

## 鄰近屋苑和村落
- 秦石邨
- 新翠邨
- 大圍村
- 富嘉花園
- 蔚景園
- 希爾頓中心